# Kuriyagawa Hakuson
Kuriyagawa Hakuson (廚川 白村, 19 de novembro de 1880 - 2 de setembro de 1923) foi o pseudônimo de um crítico literário japonês, atuante durante o período Taishō no Japão. Seu nome verdadeiro era Kuriyagawa Tatsuo.

## Biografia
Kuriyagawa Hakuson nasceu em Kyoto. Graduou-se na Universidade Imperial de Tóquio, onde estudou com Koizumi Yakumo e Natsume Sōseki, e mais tarde tornou-se professor na Universidade de Kumamoto e na Universidade Imperial de Kyoto. Ele deu palestras sobre a literatura ocidental do século XIX e criticou a escrita tradicional japonesa sobre naturalismo e romantismo. Suas obras incluem: Kindai bungaku jikko ("Dez Aspectos da Literatura Moderna", 1912), Zoge no to o dete ("Deixe a Torre de Marfim!", 1920) e Kindai no ren-aikan ("Visões Modernas Sobre o Amor", 1922).
Em Kindai no ren-aikan Hakuson considerava o "casamento por amor" (renai kekkon) uma prática que indicava uma nação e sociedade moderna (progressista), em oposição à prática do casamento arranjado, que era comumente praticado no Japão dessa época.
Ele foi morto por um tsunami, que atingiu sua casa perto da praia em Kamakura, Kanagawa, durante o Grande terremoto de Kantō em 1923.